# 福田賢二
福田賢二（日語：ふくだ けんじ，1980年3月2日—）是日本滋賀縣出身的演员及聲優，目前隶属于劇團青年座。

## 人物
- 主要擔任電視劇和電影的吹替主角及重要角色比較多。

## 出演作品

### 電視劇
- 命燃えて（昴）
- NHKスペシャル「感染爆発〜パンデミック・フルー」
- NHK大河ドラマ
  - 葵 徳川三代（永見右衛門佐）
  - 風林火山
- 3年B組金八先生（宮島通泰）
- ディア・ゴースト
- 十津川警部シリーズ「松山・道後〜十七文字の殺人」
- 阪急ドラマシリーズ
  - べにすずめたちの週末（西坊城菖蒲）
  - ふぞろいのイレブン（ショネショネ）
  - 学校の怪談「音楽室の少女」
- ピュア・ラブ（柳田真）
- ふたりっ子

### 電影
- 武士の一分

## 配音作品

### 電視動畫
2010年
- GIANT KILLING（畑）

2011年
- 火影忍者疾風傳（希）
- 惡魔奶爸（出馬要）
- 遊戲王ZEXAL（海王）
- 刀鋒戰士（エドガー）

2013年
- 李洛克的青春全力忍傳（希）
- 星際大戰：複製人之戰（Ion Papanoida）

2016年
- 烙印勇士（店主、騎士團員、鳥の人、カラス覆面）
- 漂流武士（阿雷斯塔[1]）
- 排球少年！！烏野高中VS白鳥澤學園高中（山形隼人[2]）

2017年
- 舞動青春（富士田铁男）

2018年
- 魔法使的新娘（大卫德）
- 三麗鷗男子（諒的父親）
- 博多豚骨拉麵團（阮）
- DOUBLE DECKER！道格＆基里爾（傑弗里）

### 動畫電影
2011年
- 手塚治虫のブッダ -赤い砂漠よ!美しく-

### 遊戲
2012年-2014年
- 火影疾風傳遊戲係列（希）

消滅都市 仲介商人
2016年
- リゾートへようこそ 〜総支配人は恋をする〜（レオン・オッタヴィオ・デ・トルド・イ・サバタ[3]）

### 吹替
電視/電影
| 年份 | 作品名稱               | 配演角色          | 演員             | 媒介                              |
| ---- | ---------------------- | ----------------- | ---------------- | --------------------------------- |
| 2015 | 霍金：愛的方程式       | 霍金              | 艾迪·烈柏尼      | 影碟版本                          |
| 2016 | 鸟鸣                   | Stephen Wraysford | 艾迪·烈柏尼      | WOWOW頻道                         |
| 2016 | 丹麥女孩               | 莉莉·艾爾伯       | 艾迪·烈柏尼      | 影碟版本                          |
| 2014 | 解碼遊戲               | 休·亞歷山大       | 馬修·古德        | 影碟版本                          |
| 2015 | 換命遊戲               | 奧爾布萊特        | 馬修·古德        | 影碟版本                          |
| 2015 | 深海逃脫               | Mitchell          | 馬修·古德        | 影碟版本                          |
| 2015 | 三劍客與達太安         | 阿多斯            | 湯姆·伯克        | 電視版本                          |
| 2016 | 戰爭與和平（迷你劇集） | Fedor Dolokhov    | 湯姆·伯克        | 電視版本                          |
| 2017 | 倫敦神探               | 科莫蘭·斯特萊克   | 湯姆·伯克        | 衛星頻道                          |
| 2001 | 超人前傳               | Lex Luthor        | 邁克爾·羅森巴姆  | NHK教育频道                       |
| 2005 | 靈感應                 | Jim Clancy        | 大衛·康瑞德      | 影碟版本                          |
| 2008 | 真愛如血               | Bill Compton      | 施蒂芬·莫耶      | LaLa TV頻道/影碟版本              |
| 2010 | 孔子                   | 陽虎（青年期）    |                  | 影碟版本                          |
| 2011 | 蒼穹之昴               | 梁文秀            | 周一围           | NHK頻道/影碟版本                  |
| 2011 | 新三國                 | 馬良              | 吳自千           | BS富士/銀河頻道/衛星劇場/影碟版本 |
| 2011 | 黑鏡(S1E2)             | 賓厄姆·馬德森     | 丹尼爾·卡盧亞    | Netflix頻道                       |
| 2012 | 拉合爾茶館的陌生人     | 成吉思            | 里茲·阿邁德      | DVD版本                           |
| 2012 | 暴力羅曼史             | 秦憧秀            | 吳萬石           | 影碟版本                          |
| 2012 | 你來自哪顆星           | 崔勝熙            | 金來沅           | 影碟版本                          |
| 2012 | 血滴子                 | 那拉冷            | 阮經天           | 影碟版本                          |
| 2013 | 雷神奇俠2：黑暗世界    | 士兵              | -                | 公映/影碟版本                     |
| 2015 | 未來戰士：創世智能     | T-5000            | 马特·史密斯      | 公映/影碟版本                     |
| 2015 | 危機女王               | BEN               | 安東尼·麥基      | 影碟版本                          |
| 2015 | 超感獵殺(完)           | Hernando          | 阿方索·埃雷拉    | Netflix頻道                       |
| 2015 | 換命法則               | 奧爾布萊特教授    | 馬修·古德        | 影碟版本                          |
| 2016 | Scorpion               | Toby Curtis       | 艾迪·凯伊·托马斯 | Super!DramaTV頻道                 |
| 2016 | 末世街10號             | 艾密特            | 小約翰·加拉赫    | 影碟版本                          |
| 2016 | 火槍手                 | 阿多斯            | 湯姆·伯克        | NHK頻道                           |
| 2016 | 沽注一擲               | Jared Vennett     | 賴恩·高斯寧      | 影碟版本                          |
| 2016 | 怒海救援               | Bernard Webber    | 基斯·派恩        | 公映/影碟版本                     |
| 2016 | 西部世界               | 泰迪·弗勒德       | 占士·馬史頓      | 收費頻道                          |
| 2016 | 超感獵殺:聖誕特別篇    | Hernando          | 阿方索·埃雷拉    | Netflix頻道                       |
| 2016 | 新賓虛                 | 梅薩拉            | 托比·凱貝爾      | 影碟版本                          |
| 2018 | 超感獵殺最終集         | Hernando          | 阿方索·埃雷拉    | Netflix頻道                       |